# Honbasho
Honbasho (jap. 本場所 hon-basho) – oficjalny, regularny turniej zawodowych zapasów japońskich sumō. 

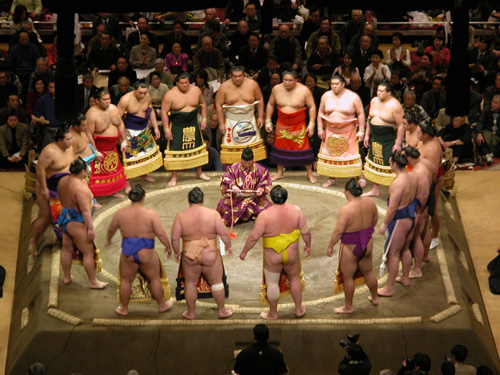
Ceremonia rozpoczęcia turnieju (dohyō-iri)

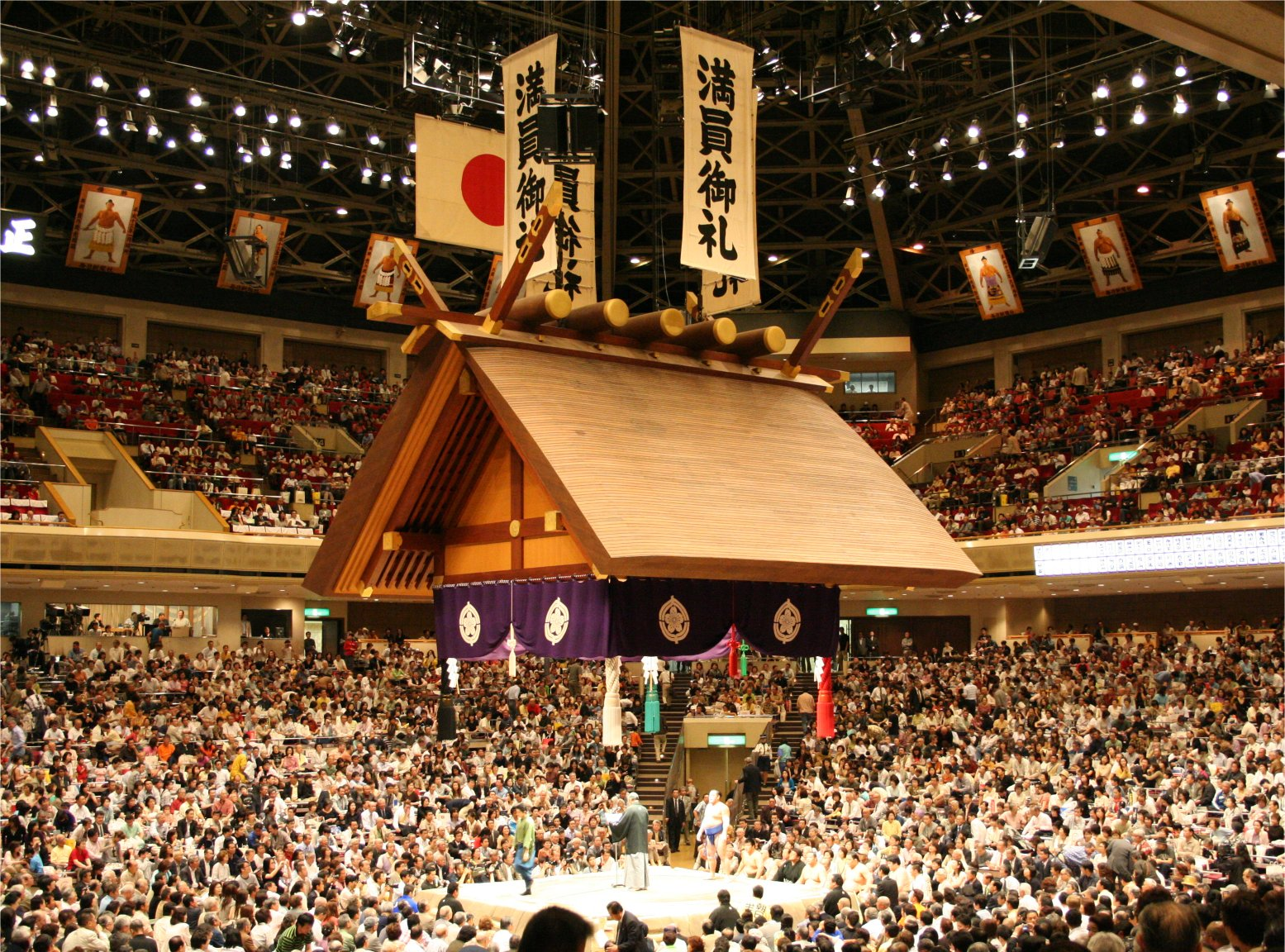
Hala Ryōgoku Kokugikan w Tokio

Termin honbasho (w skrócie basho) oznacza „główny” lub „prawdziwy” turniej. Uzyskane w nich przez zawodników (rikishi) wyniki decydują o awansowaniu w rankingu lub obniżaniu ich pozycji, także o wysokości wynagrodzenia. 
W ciągu roku rozgrywanych jest sześć turniejów, zawsze w miesiącach nieparzystych. Trzy z nich rozgrywane są w Tokio, w hali Ryōgoku Kokugikan, w styczniu, maju i wrześniu. Pozostałe trzy odbywają się w: Osace (marzec), Nagoi (lipiec) i Fukuoce (listopad). System ten obowiązuje od 1958 roku. Uprzednio odbywały się jedynie dwa turnieje rocznie. Zwycięzcą turnieju zostaje zapaśnik, który wygrał najwięcej walk. W razie potrzeby jest organizowana dogrywka pomiędzy najlepszymi.
Turniej trwa 15 dni (w przeszłości 10 dni), przy czym w każdym dniu odbywa się tylko jedna runda walk, jeden zawodnik walczy tylko raz. Przed południem walczą młodzi zawodnicy niższych grup klasyfikacyjnych, a po południu mistrzowie.
Lista turniejów:
| Miesiąc  | Nazwa turnieju           | Miasto  | Miejsce                                    |
| -------- | ------------------------ | ------- | ------------------------------------------ |
| Styczeń  | Hatsu-basho (noworoczny) | Tokio   | Ryōgoku Kokugikan                          |
| Marzec   | Haru-basho (wiosenny)    | Osaka   | Osaka Prefectural Gymnasium                |
| Maj      | Natsu-basho (letni)      | Tokio   | Ryōgoku Kokugikan                          |
| Lipiec   | Nagoya-basho             | Nagoja  | DOLPHINS ARENA Aichi Prefectural Gymnasium |
| Wrzesień | Aki-basho (jesienny)     | Tokio   | Ryōgoku Kokugikan                          |
| Listopad | Kyūshū-basho (Kiusiu)    | Fukuoka | Fukuoka Kokusai Center                     |

## Galeria

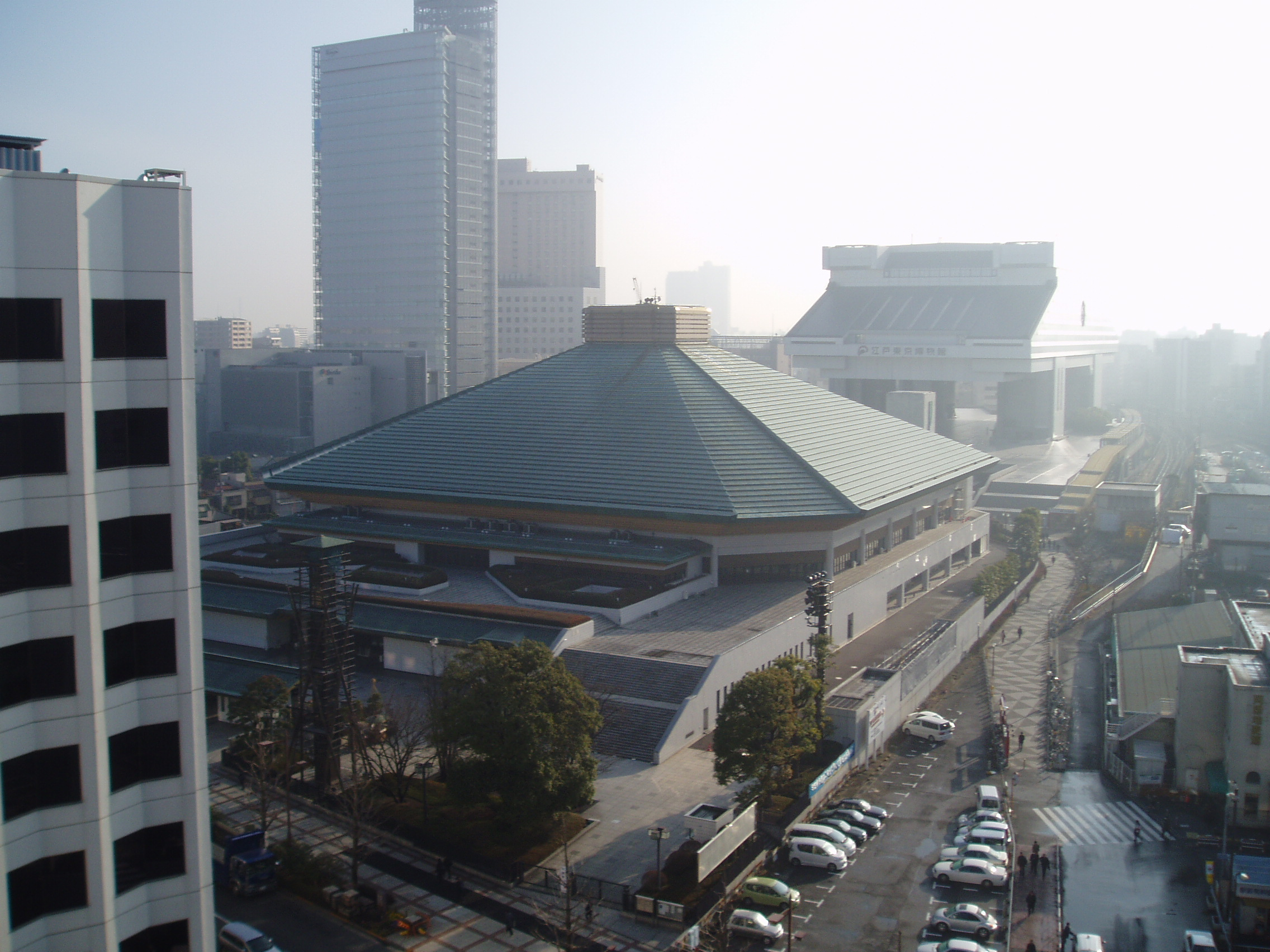
Ryōgoku Kokugikan
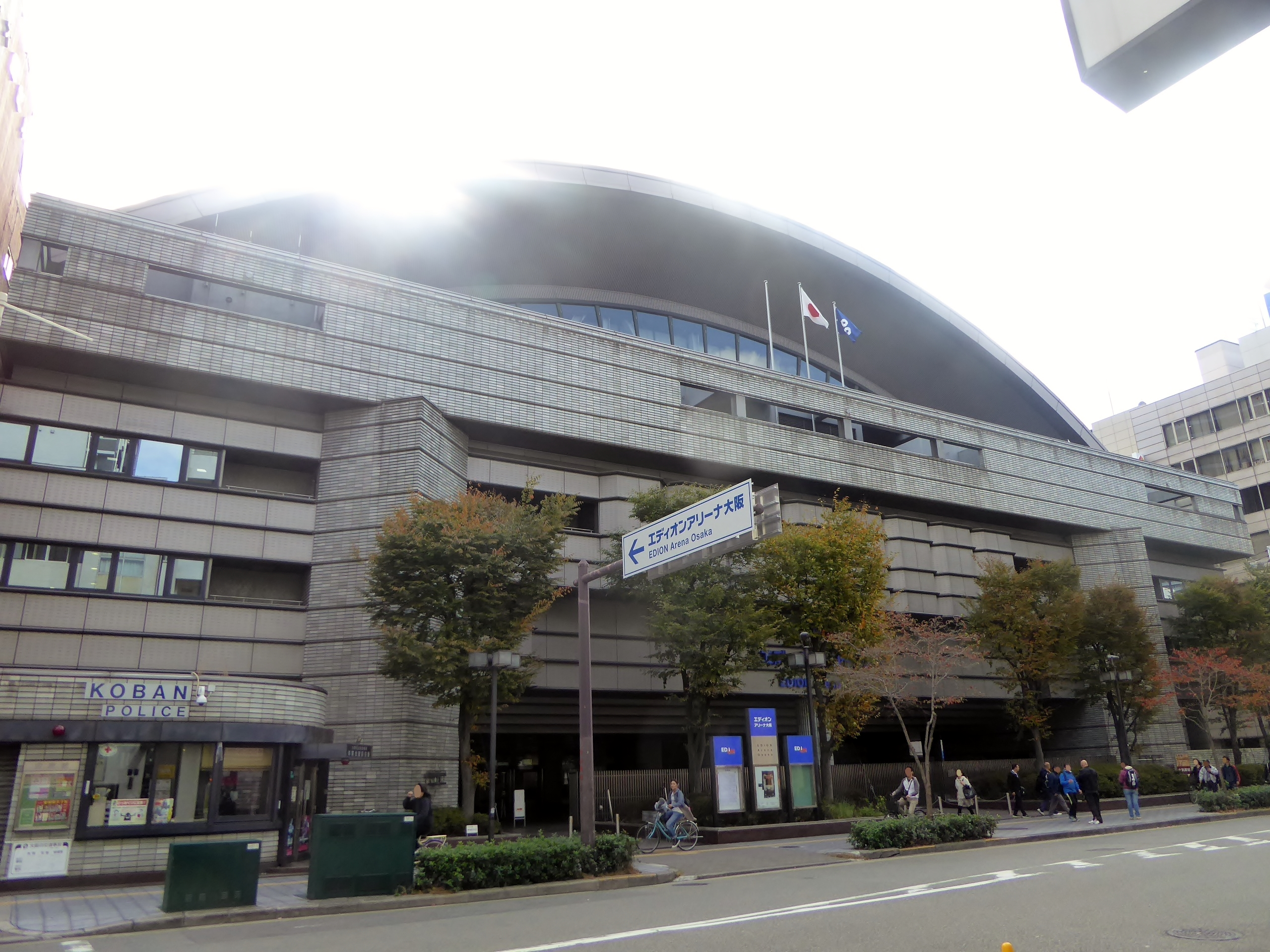
Osaka Prefectural Gymnasium (EDION Arena Osaka)
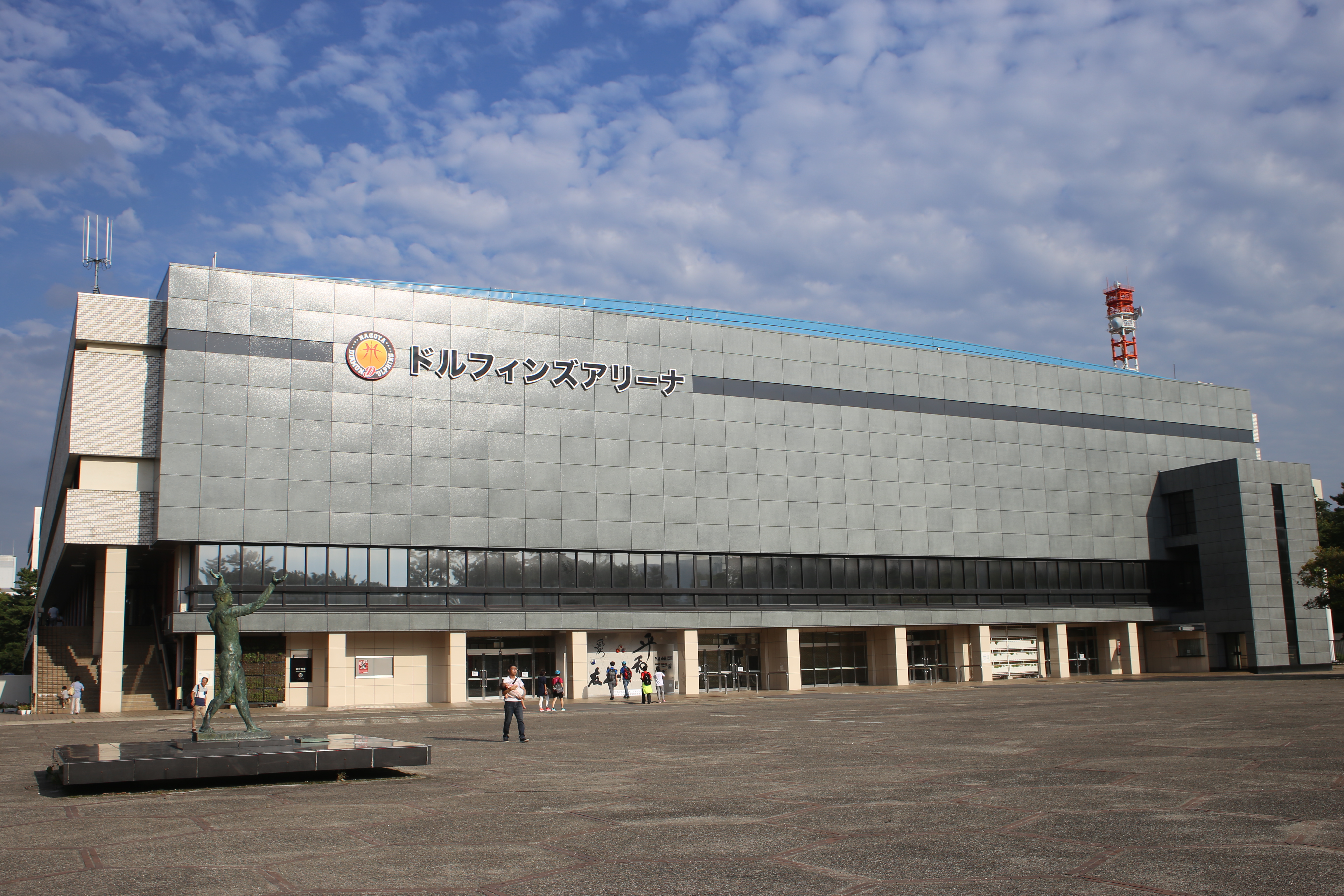
Aichi Prefectural Gymnasium (Dolphins Arena)
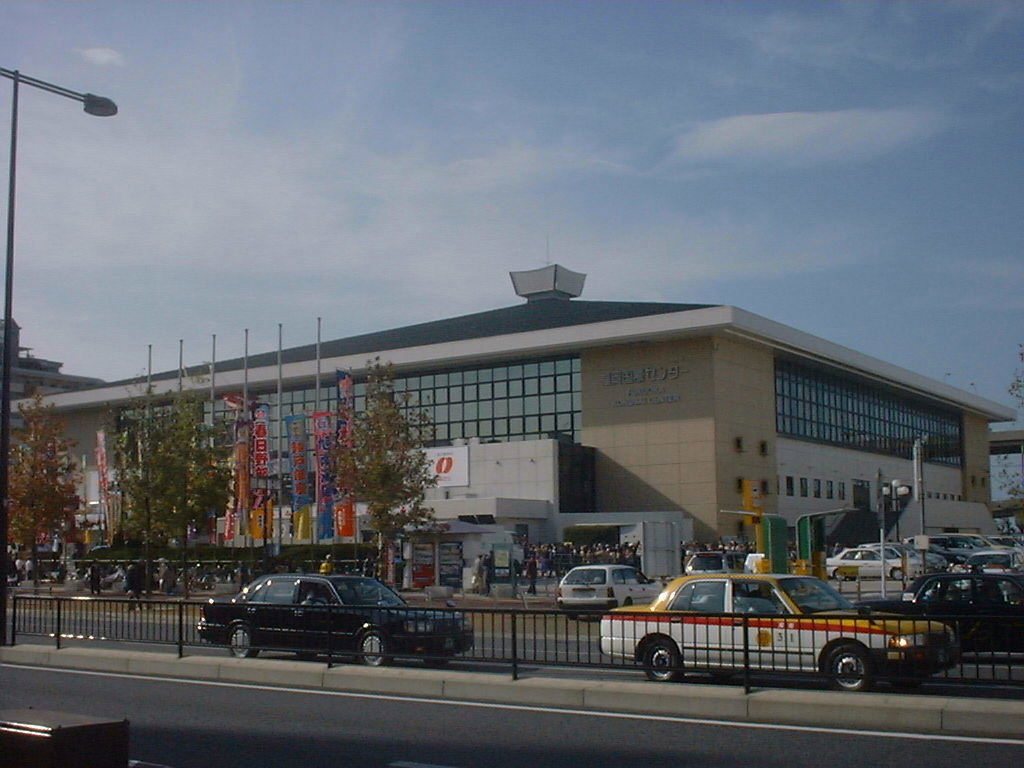
Fukuoka Kokusai Center